# Victor Roșca
Victor Roșca (n. 17 decembrie 1926, Râușor, județul Făgăraș, azi în județul Brașov) este un inginer, memorialist, fost luptător anticomunist și deținut politic român.

## Biografie
Victor Roșca s-a născut la Râușor, în județul interbelic Făgăraș, la 17 decembrie 1926.

### Studii
Victor Roșca a studiat la Liceul „Radu Negru” din Făgăraș și la Facultatea de Construcții din Cluj, pe care a absolvit-o în anul 1969.

### Luptător anticomunist și deținut politic
Victor Roșca a fost deținut politic între anii 1948 - 1951 și 1959 - 1963.
Prima oară a fost arestat în timpul examenului de bacalaureat, la 28 iunie 1948, fiind condamnat la 2 ani de închisoare corecțională. A executat pedeapsa la Penitenciarul Târgșor. La 28 iunie 1950, i s-a prelungit detenția, fiind eliberat în 1951, din Penitenciarul din Ploiești.
După eliberarea din penitenciar, a avut domiciliu obligatoriu, în satul natal, Râușor, în perioada 1951 - 1952.
În anul 1958, Victor Roșca, fiind student în anul al V-lea, a fost exmatriculat din facultate pe motiv că fusese deținut politic.
În anul 1959, a fost arestat, pentru a doua oară, întrucât participase la mișcările de sprijinire a Revoluției anticomuniste din Ungaria. A fost condamnat la 4 ani de închisoare corecțională. A executat pedeapsa în lagărele de muncă din Balta Brăilei. A fost eliberat în anul 1963, de la Formațiunea Ostrov, ca urmare a unui decret de grațiere.
Șicanele din partea autorităților comuniste române ale vremii au continuat și după eliberare.

## Emigrarea în Canada
În anul 1988, Victor Roșca, împreună cu soția sa, a reușit să plece în Canada, în vizită la una din fiicele lor. Acolo ei decid să ceară azil politic, pe care l-au primit. S-au stabilit definitiv la Montreal.

## Activitate literară
- În anul 1997 Victor Roșca a fondat revista literară Candela de Montreal / La Chandelle de Montréal, al cărei redactor-șef este. ISSN 1495–8929 Canada, Dépôt légal - Bibliothèque nationale du Canada et Bibliothèque nationale du Québec, 1997. Candela de Montreal are ca scop promovarea culturii și literaturii scrise de autori români din Canada.
- În anul 2007 Victor Roșca a publicat lucrarea memorialistică Moara lui Kalusek - începutul represiunii comuniste -, la Curtea Veche Publishing din București, 224 pagini ISBN 978-973-669-485-1. Lucrarea a apărut cu sprijinul Institutului de Investigare a Crimelor Comunismului în România și al Fundațiilor ASPERA din Brașov (România) și Boston (USA).
- Experimentul Târgșor - Începutul represiunii comuniste, ISBN 978-606-588-123-5